# Deuterogonia pudorina
Deuterogonia pudorina är en fjärilsart som beskrevs av Maximilian Ferdinand Wocke 1857. Deuterogonia pudorina ingår i släktet Deuterogonia och familjen praktmalar, Oecophoridae. Inga underarter finns listade i Catalogue of Life.